# 阿里·卡拉法拉
阿里·卡拉法拉（Ali Khalafalla，1996年5月13日—）是一名埃及游泳運動員，主攻50公尺和100公尺自由式項目。他曾代表埃及參加2015年世界游泳錦標賽。

## 外部連結
- the-sports.org （页面存档备份，存于）